# 陸朝瑛
陸朝瑛，榜名范朝瑛，字石齋，南直隸蘇州府吳江縣（今江蘇省吳江縣）人，清朝政治人物、進士出身。
順治四年，登進士，授戶部山東司主事，管德州倉糧儲。后任戶部員外郎。顺治十一年，任陝西鄉試副考官。后任戶部陝西司郎中。顺治十三年，改山東按察司僉事、分巡濟南道。顺治十六年，任陝西布政使司參議，分守商雒道。